# Jegosjikha
 Der er for få eller ingen kildehenvisninger i denne artikel, hvilket er et problem. Du kan hjælpe ved at angive troværdige kilder til de påstande, som fremføres i artiklen.

Jegosjikha (russisk: Егошиха) er en flod i Perm kraj i Rusland og en af bifloderne til Kama fra venstre i Volgas afvandingsområde. Jegosjikha løber gennem de ydre dele af Perm nær flere industriområder, og er derfor forurenet af industrielt affald. 
Til trods for at floden kun er 9 kilometer lang er den historisk vigtig. Floden løber hovedsageligt gennem selve byen Perm og springer ud fra et skovområde nær bydelene Lipovaja Gora og Vladimirskiij. Floden løber langs Jegosjikha-ravinen, som deler Perm i to på venstrebredden af Kama. To dæmninger og en bro krydser floden. Langs Jegosjikha ligger der blandt andet flere mindre huse, Den sydlige gravplads og Jegosjikha-gravpladsen. Jegosjikha løber ud i Kama nær flodhavnen Perm I.

## Historie
Den første bosætning ved Perm opstod omkring Jegosjikha og blev først skildret af Prokopij Jelizarov i 1647. Denne bosætning blev senere kaldt landsbyen Jegosjikha. I 1723 blev der opdaget kobber her og Jegosjikha kobberfabrik blev grundlagt af Vasilij Tatisjtsjev ved bredden af floden. Han var også leder for Uralfabrikkerne. Arbejdernes bosætninger udviklede sig efterhånden til at blive byen Perm.
58°01′18″N 56°15′16″Ø / 58.021791°N 56.254315°Ø